# سام كان
سام كان هو سياسي أمريكي، ولد في 18 ديسمبر 1955 في كلاركسبورغ في الولايات المتحدة. نشط حزبياً في الحزب الديمقراطي. وقد انتخب عضو مجلس ولاية فيرجينيا الغربية ‏.